# 東森亞洲幼幼台
東森亞洲幼幼台，是東森電視旗下的亞洲兒童頻道，透過衛星網絡將電視訊號放送至亞洲各大地區(台灣除外)。本頻道主要播放東森幼幼台的節目。

## 沿革
- 2002年，東森亞洲幼幼台開播，從台灣出發，以亞太地區的華語頻道為目標。主要播放東森幼幼台自製的兒童節目。
- 2006年，東森亞洲幼幼台正式落地新加坡Mio TV(當時在26頻道),印尼Indovision (當時在50頻道)開播。
- 2010年，東森亞洲幼幼台正式在澳門落地，於澳門有線電視67頻道播放。
- 2012年，印尼Indovision宣布停播東森亞洲幼幼台；2016年，由印尼Skynindo (當時在3頻道)替補。
- 2014年，東森亞洲幼幼台正式在香港落地，於香港寬頻bbTV 325頻道播放，至2017年初停止服務；2018年，由香港有線電視502頻道繼續播放，但於2023年中停播。
- 2015年，新加坡Singtel TV停播東森亞洲幼幼台 (242頻道，2012年10月至2013年3月為480頻道)。
- 2018年3月6日，更換台標（上排為蝸牛圖案、HD字樣，下排為YoYo TV HD）。

目前東森亞洲幼幼台在澳門和印尼播放。

## 外部連結
- 東森亞洲衛視 （页面存档备份，存于）
- 東森電視 （页面存档备份，存于）
- 502 東森亞洲新聞台 - 有線寬頻i-CABLE （页面存档备份，存于）
- YouTube上的東森亞洲衛視頻道